# حارة الاحضات العليا (صنعاء)
حارة الاحضات العليا هي إحدى حارات حي صرف بمديرية شعوب إحد مديريات العاصمة اليمنية صنعاء، بلغ تعداد سكانها 1080 نسمة حسب تعداد اليمن لعام 2004.